# 童謡 (中国)
童謡（どうよう）とは、中国の古代社会において、その巷間で風説された一種特有のわらべ唄を示す歴史的な用語である。ただし、「童謡」とは称しているが、子供とは無縁に創作されるのが常であり、形式上、童幼が諷していたというのみで、ほぼ全て政治に関係した内容を蔵している。よって、現代日本の童謡とは全く別に考える必要がある。

## 概要
形式上は、単に「謡」と称される歌詞と相違が見られず、正史類にも引用されることが多い。
『列子』「仲尼編」には、現在知られる中では最古例の童謡が見られる。「我ら蒸民を立つるのは、爾（なんじ）の極に匪ざる莫く、識らず知らず、帝の則に順うを」というもので、聖天子堯が微行した際に聞いたとされる。ただし、このように、帝王の治世を称讃するような内容は、極めて稀な例である。
『春秋左氏伝』の僖公5年の条に見える「丙子の晨、龍馬辰に伏せ、（後略）」に見られるように、晋の献公による虢の討伐成功を示す類いの、暗示的な予言詩の内容を持つことが多い。
よって、為政者からすれば、自らの治世を脅かすものとして、忌み嫌われる存在であり、『漢書』「五行志」では、「詩妖」と称された。また、漢代以降に盛行した讖緯説と不可分の関係となった。よって、その盛衰と呼応する形で、童謡の方も、前漢代より盛んになり、後漢の時代がその頂点となって、その後、六朝時代にも盛んに作られるようになった。
童謡を収録する典籍としては、郭茂倩『楽府詩集』巻87-89、杜文瀾『古謡諺』が見られる。
中国古謡ではない童歌（わらべうた）としては、1922年（民国十一年）頃から北京大学の歌謡研究会が文学の底流の一つとして民謡や童謡を民間採集して研究していたが、これを青木正児は1926年（大正15年）に120首余りを翻訳紹介した。

## 周辺諸国
古代朝鮮や日本の史書（『三国遺事』や『日本書紀』）にも、こうした発想の〈童謡〉が収録されているが、それがどの程度事実を反映しているのかは、今後の研究にまたねばならない。

## 注・出典
1. ↑  青木正児 著 『江南春』 1972年 平凡社 東洋文庫 217 解説 p.293-294 。